# Most Lung-nao
Most Lung-nao (čínsky v českém přepisu Lung-nao čchiao, pchin-jinem Lóngnǎo qiáo, znaky zjednodušené 龙脑桥) se nachází na řece Ťiou-čchü v severní části města Fu-c’, okres Lu, prefektura Lu-čou, provincie S’-čchuan a je od roku 1996 kulturní památkou Číny.

## Popis
Most Lung-nao byl postaven v letech 1378–1389, za dynastie Ming. Kamenný trámový most je 54 metrů dlouhý a 1,9 metru široký, má dvanáct pilířů, z nichž osm je osazeno velkými kamennými sochami draků, jednorožců, lvů a slonů, kteří mají na jedné straně hlavy obrácené k vodě a na druhé ocasy. Mezi pilíři jsou položeny kamenné trámy (desky). Kamenné sochy jsou na pilířích nádherně zpracované a velmi vzácné.